# Abdelkrim Ghallab
Abdelkrim Ghallab (Fez, Marruecos, 31 de diciembre de 1919 - El-Yadida, Marruecos, 14 de agosto de 2017, en El Jadida) fue un periodista político, comentarista cultural y novelista marroquí.  Es una figura importante tanto en el campo literario como en el político (editor del diario Istiqlal Party al-Alam).

## Estudios
Estudió tanto en la Universidad de Al-Karaouine en Fez como en la Universidad de El Cairo , donde obtuvo su maestría en 
literatura árabe.  Es autor de cinco novelas y tres colecciones de cuentos.  Su novela más conocida es Dafann al-m'd (El pasado enterrado) , 1966.  Según Simón Gikandi, su estilo árabe es conocido por su "clasicismo elegante y, a veces, académico".
En 2000, la Unión de escritores árabes de Egipto incluyó su novela Al-Mu`alîm `Ali (Master Alí) entre las cien mejores novelas árabes de la historia.  En 2001, el departamento marroquí de Cultura publicó las obras completas de Ghallab en cinco volúmenes.  En 2004 fue galardonado con el Premio de la Cultura del Magreb de Túnez .  Su obra ha sido traducida a muchos idiomas.
Abdelkrim Ghallab murió en El-Yadida el 14 de agosto de 2017, a los 97 años.

## Publicaciones
- al-A'mâl al-kâmila (5 volúmenes).  Manshűrât Wizârat al-Thaqâfa wa-l-Ittis: âl, 2001.

- El primer volumen incluye: Mât qarîr al-'ayn (moriré reconfortado, 1965); al-sudd ; al-Ard: h: abibatî (mi amada tierra, 1971); Waajradja-hâ min al-djanna (la sacó del paraíso, 1971); Hâdhâ al-wadjh a'rifu-hâ (Conozco ese rostro, 1971).
- El segundo volumen trata sobre la novela auto-biográfica e incluye: Sab'a abwâb (siete puertas, 1984); Sifr al-takwîn (Génesis, 1996) y al-Shayjűja al-z: âlima (La injusta vejez, 1999).
- El tercer volumen, (novelas) incluye: Dafannâ al-mâd: î (El pasado está enterrado, 1966) y al-Mu 'allim' Alî (Ali el maestro).
- El cuarto volumen incluye: S: abâh: .. wa-yazh: af al-layl (Para mañana ... y la cara de la noche, 1984).
- El quinto volumen incluye: Wa-'âda al-zawraq ilá al-nab (la barca volvió a la fuente, 1989) y Shurűh: fî l-marâyâ (Comentarios en el espejo, 1994).

- Nabadat Fikr
- Fi Athaqafa wa Al Adab
- Fi Al Fikr A-ssiassi

## Novelas
- Dafana Al Madi
- Lem'allem Ali
- Akhrajaha mina Al Janna
- Charqia fi baris (Una mujer oriental en París)

### Traducciones en francés
- Le Passé enterré , (trad.  Francis Gouin), Publisud, col.  «Confluentes», París, 1990, ISBN 2-86600-324-1